# Mogwai
|  | Per a altres significats, vegeu «Mogwai (Gremlins)». |

Mogwai és una banda de música escocesa de l'estil post-rock, que es va formar el 1995 a Glasgow. La banda consisteix en Stuart Braithwaite (guitarra elèctrica, veus), John Cummings (guitarra elèctrica, veus), Barry Burns (guitarra elèctrica, piano, sintetitzador, veus), Dominic Aitchison (guitarra baix), i Martin Bulloch (set de bateria).